# Hervé Le Corre
Pour les articles homonymes, voir Le Corre.
Hervé Le Corre, né le 13 novembre 1955 à Bordeaux, est un auteur de roman policier.

## Biographie
Hervé Le Corre fréquente le lycée Michel-Montaigne, où il obtient son baccalauréat, série littéraire, en 1972. Il suit ensuite des études de Lettres à l'Université Bordeaux Montaigne
Professeur de lettres dans un collège de Bègles, il est un lecteur passionné entre autres de littérature policière. Il commence à écrire sur le tard à l'âge de 30 ans des romans noirs et connaît un succès immédiat.
Son écriture, le choix de ses personnages, l'atmosphère assez sombre de ses livres le placent d'entrée parmi les auteurs français les plus noirs et les plus primés du roman policier hexagonal. Ses romans ont été primés à de nombreuses reprises.

## Engagement politique
En 2012, il soutient Jean-Luc Mélenchon, candidat du Front de gauche à l'élection présidentielle.

## Œuvre

### Romans
- La Douleur des morts, Série noire no 2231, 1990
- Du sable dans la bouche, Série noire no 2327, 1993 ; réédition Rivages/Noir no 1024, 2016
- Les Effarés, Série noire no 2439, 1996, nouvelle édition L'Éveilleur, 2019
- Copyright, Gallimard, Série noire no 2612, 2001  (ISBN 9782070499809)
- L'Homme aux lèvres de saphir, Rivages/Noir no 531, 2004 (Grand Prix du roman noir français de Paris)  (ISBN 2-7436-1309-2)
- Tango parano, Éditions Atelier In8, 2006, réédition collection Points  (ISBN 978-2-7578-5736-6)
- Trois de chute, Pleine Page - Ours Polar, coll. « Récidives », 2007  (ISBN 9782913406599)
- Les Cœurs déchiquetés, Rivages/Thriller, 2009  (ISBN 2-7436-1969-4) ; réédition Rivages/Noir no 878, 2012
- Après la guerre, Rivages/Thriller, 2014  (ISBN 978-2-7436-2726-3) ; réédition Rivages/Noir no 983, 2015
- Prendre les loups pour des chiens, Rivages/Noir, 2017 (Prix Rivages des Libraires 2018)  (ISBN 978-2-7436-3791-0)
- Dans l'ombre du brasier, Rivages/Noir, 2019  (ISBN 978-2-7436-4584-7)
- Traverser la nuit, Rivages/Noir, 2021, 318 pages  (ISBN 9782743651732)
- États d'âme, Le Petit Écart, 2021  (ISBN 9782956119258)
- L'Éternité (suite et fin), Autrement, 2022  (ISBN 9782080290748)
- Qui après nous vivrez, Rivages/Noir, 2024  (ISBN 978-2743661649)

### Nouvelles[5]
- Monsieur Pascual, dans Sud-Ouest-Dimanche, juillet 1993 ; réédition dans Revue Association 813 no 54, 1996
- La nuit porte conseil, dans Sud-Ouest-Dimanche, juillet 1996 ; réédition dans le recueil collectif Neuf morts et demi, Zulma, 1997
- La Troisième Personne, dans le recueil collectif Nouvelles en forme de béret basque, Antimoine, Hors-collection, 1996
- Bravo Greg !, dans Faims de siècle, recueil collectif, Éditions du Passant, 1997
- De l'autre côté du trottoir, dans Temps modernes no 595 (spécial roman noir), 1997
- Un éclair puis la nuit, dans Sud-Ouest-Dimanche, août 1999
- Dans la peau, dans Le Passant ordinaire, août-septembre 2000
- C'est le premier pas qui coûte, dans Les 7 Familles du polar, Éditions Baleine, 2000
- Ad patrem, dans Bordeaux, le Tanin noir, Éditions Autrement, coll. Le Roman d'une ville, 2003
- Papy boum, dans CCAS infos, juillet-août 2003
- Tenir, dans L'Humanité, juillet 2004 ; réédition dans le recueil collectif 36 nouvelles noires pour L'Humanité, Hors Commerce, 2004
- Derniers Retranchements, Rivages/Noir no 825, 2011  (ISBN 978-2-7436-2241-1)
- Démangeaisons, dans Crimes de sang-froid. Paris, Nouveau Monde Éditions, 2018.  (ISBN 978-2-369-42697-4)

## Prix
- Prix Mystère de la critique 2005 pour L'Homme aux lèvres de saphir[6]
- Grand prix du roman noir de la ville de Paris 2005 pour L'Homme aux lèvres de saphir
- Grand prix de littérature policière 2009 pour Les Cœurs déchiquetés[7]
- Prix Mystère de la critique 2010 pour Les Cœurs déchiquetés[8],[6]
- Prix Le Point du Polar européen 2014 pour Après la guerre[9]
- Prix Landerneau polar 2014 pour Après la guerre[10]
- Prix Michel-Lebrun 2014 pour Après la guerre[11]
- Prix polar en série Quai du polar 2015 pour Après la guerre[12]
- Trophées 813 2015 pour Après la guerre[13]
- Prix Thierry-Jonquet 2015 pour Après la guerre[14]
- Prix Rivages des Libraires 2018 pour Prendre les loups pour des chiens
- Prix des lecteurs 20 minutes Quais du polar 2022 pour Traverser la nuit[15]

## Filmographie
- Laurent Tournebise, Hervé Le Corre à l'encre noire, documentaire, Mara Films / France Télévision, 52 min, 2020

### Sources
- Claude Mesplède et Jean-Jacques Schleret, SN, voyage au bout de la Noire : inventaire de 732 auteurs et de leurs œuvres publiés en séries Noire et Blème : suivi d'une filmographie complète, Paris, Futuropolis, 1982, 476 p. (OCLC 11972030), p. 167-168.